# 수크레이스
수크레이스(sucrase)는 탄수화물 분해 효소의 일종으로 수크로스(sucrose 설탕)를 가수분해해 프럭토스(fructose 과당)와 글루코스(glucose 포도당)로 분해하는 효소이다.
사람의 경우 유전병의 일종으로 수크레이스가 형성되지 않아 설탕에 대한 내성이 없는 경우가 있다.

## 같이 보기
- 수크로스